# Synagoge (Venlo)

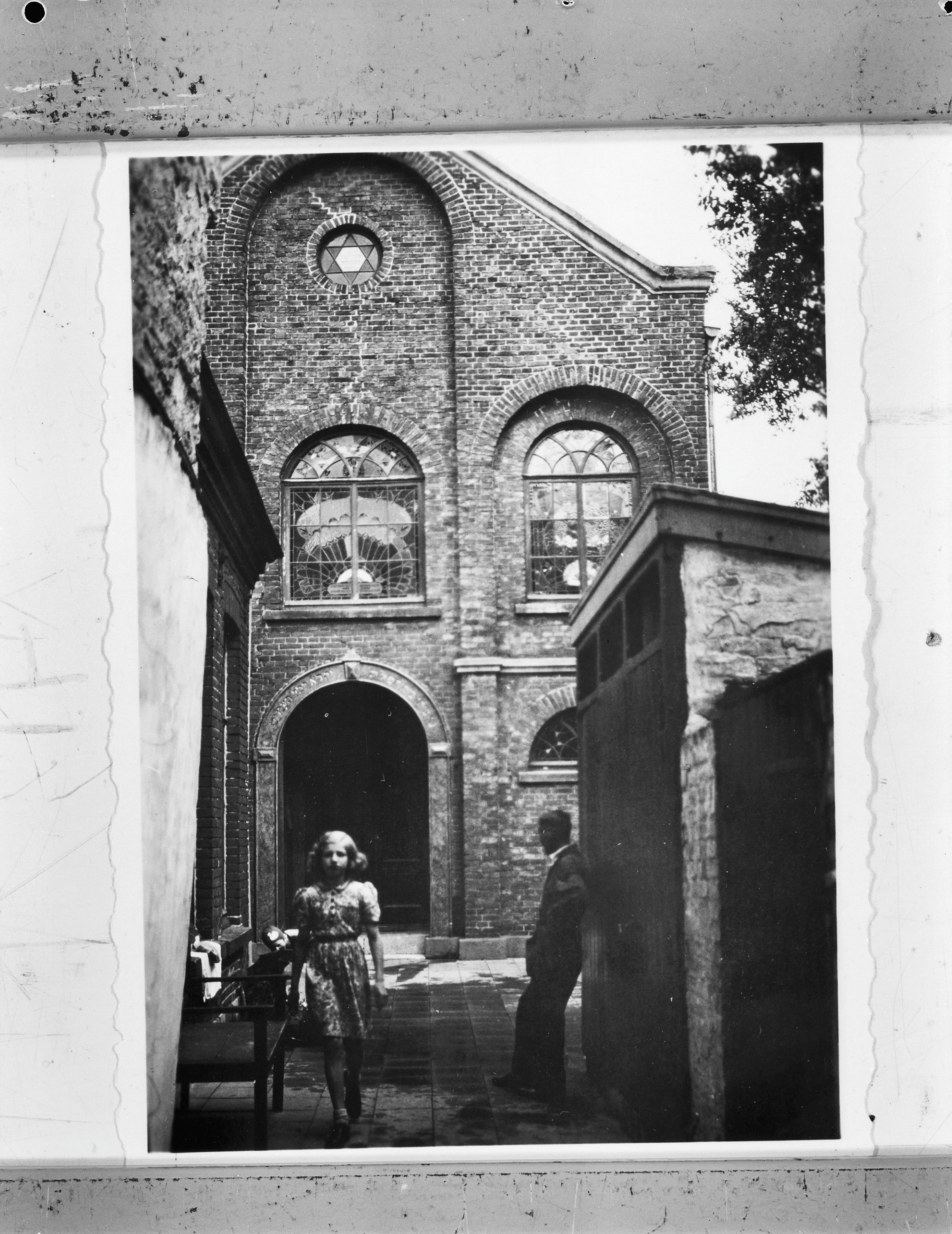
Ingang van de synagoge

De synagoge van Venlo stond vanaf 1865 tot in de Tweede Wereldoorlog aan het Maasschriksel in deze Nederlandse stad. Daarvoor werden vanaf 1827 de diensten gehouden in een pand aan het Helschriksel.

## Joodse geschiedenis van Venlo

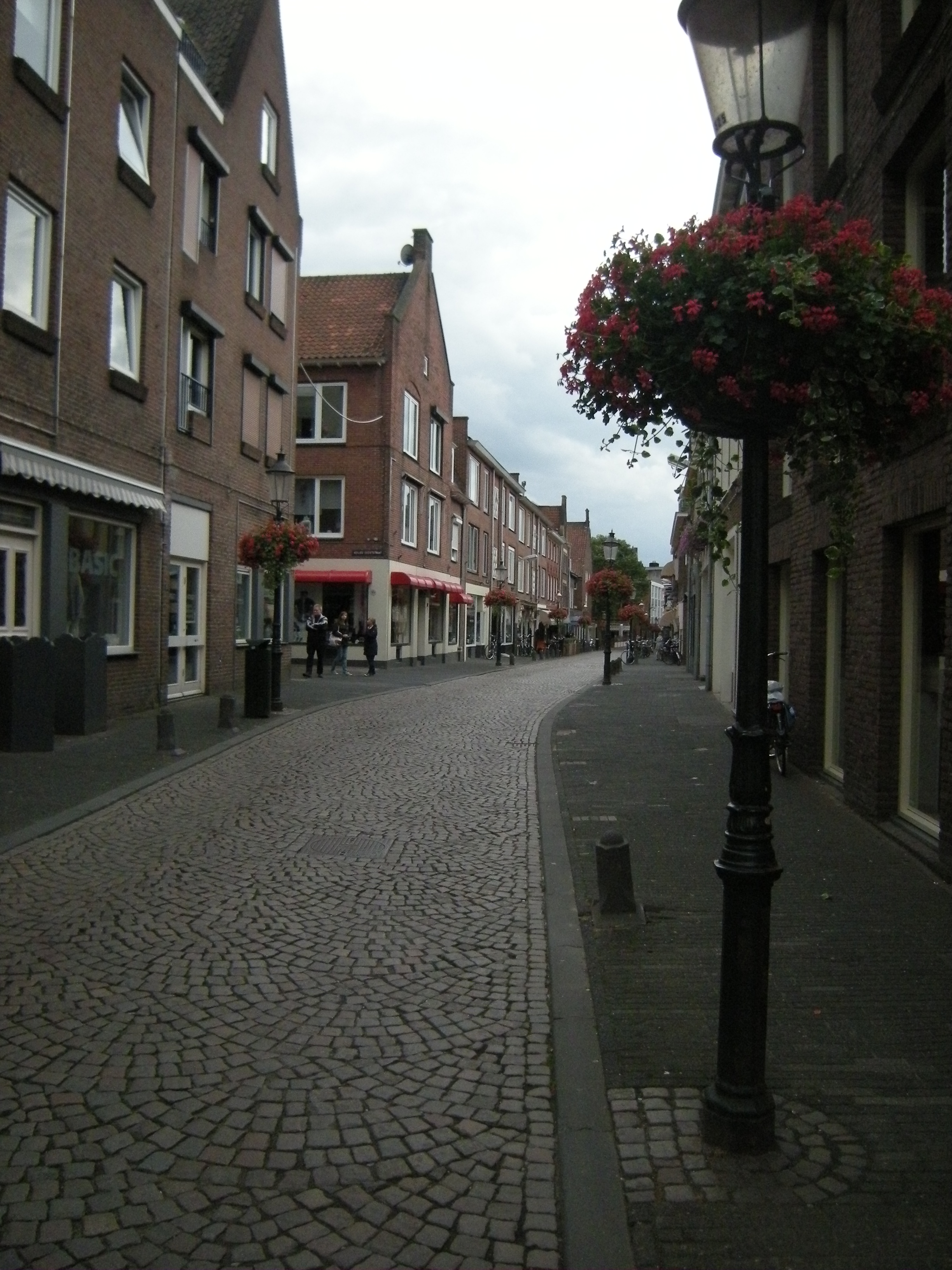
De Jodenstraat in Venlo

Al vrij snel na de stadsverheffing van Venlo, in de tweede helft van de veertiende eeuw, kwamen de eerste Joden naar Venlo. In die tijd was er al een Jodenstraat. Bovendien lag in hetzelfde gebied een volksbuurt 't Hetje, die mogelijk naar joodse aanwezigheid in de stad verwijst. De meeste joden in Venlo waren actief als geldleners. Halverwege de 15e eeuw verslechterde de toestand in de stad echter, en de joden vertrokken. In 1544 kregen drie joodse gezinnen toestemming van het stadsbestuur om zich in Venlo te vestigen en een Bank van Leening te beginnen. Dit was echter van korte duur; na twee jaar vertrokken de joden weer uit Venlo omdat eerdere vergunningen werden ingetrokken.
Het duurde tot de negentiende eeuw voordat zich opnieuw joden in Venlo vestigden, voornamelijk afkomstig uit Duitsland. Tot 1828 behoorde de joodse gemeente tot die van Sittard. Een jaar daarvoor was de synagoge naar het Helschriksel verhuisd. In 1865 bouwde de joodse gemeenschap een synagoge aan het Maasschriksel.
De joden hadden tevens beschikking over een eigen begraafplaats; de oude begraafplaats aan de Kerkhofweg werd gebruikt van 1820 en 1887, de nieuwe - aan de Ganzenstraat - vanaf circa 1887. In de jaren 1930, vlak voor het uitbreken van de Tweede Wereldoorlog, nam het aantal joden in Venlo sterk toe door het antisemitische beleid in Duitsland.

## De synagoge

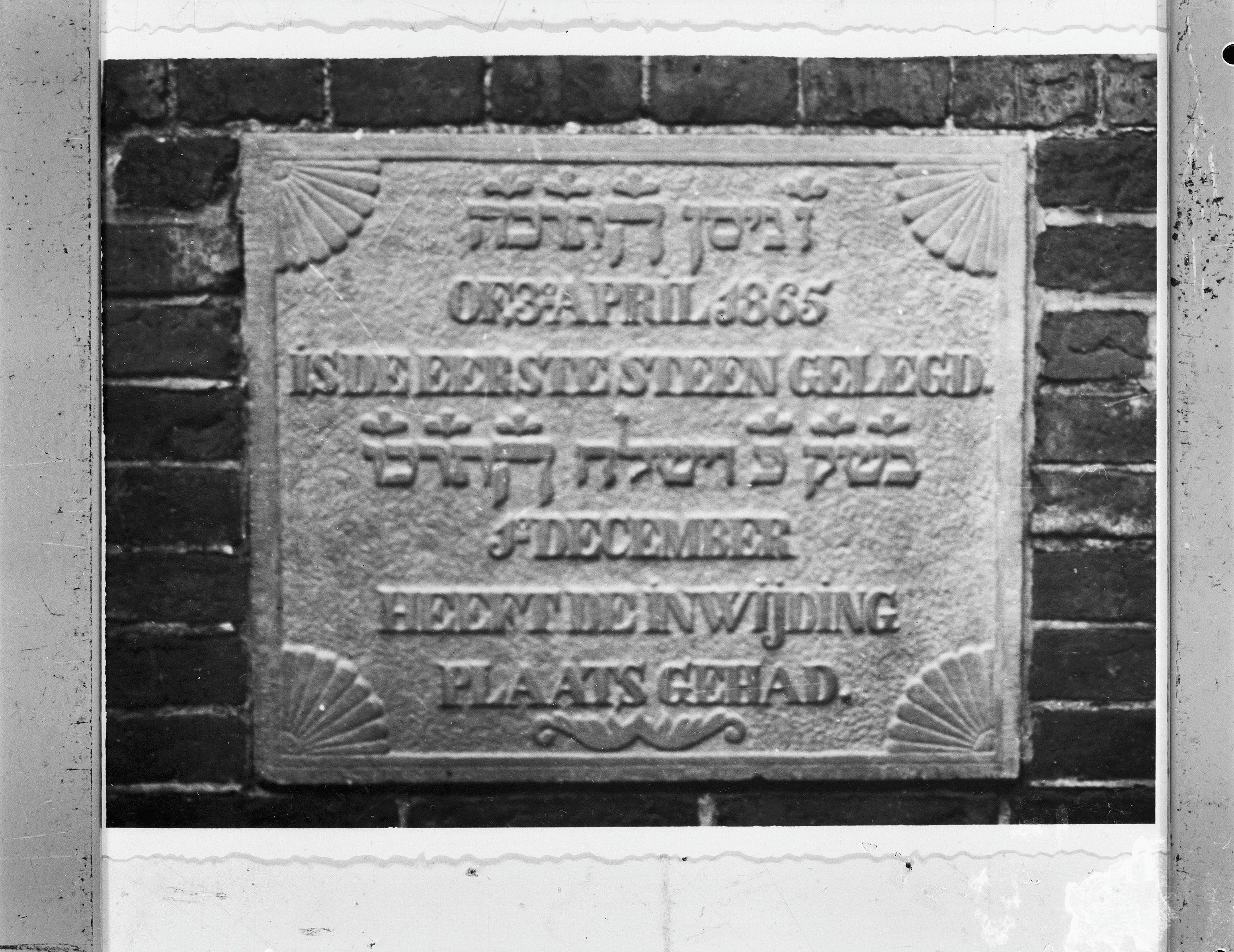
Stichtingssteen van de voormalige synagoge

De vroegst bekende joodse samenkomsten waren begin negentiende eeuw op een zolder aan de Keulsepoort. Daarna werden de erediensten gehouden in een pand aan het Helschriksel, maar in 1865 werd een nieuw gebouwde synagoge aan het Maasschriksel in gebruik genomen. De bouw van de synagoge kwam tot stand met financiële bijdragen van koning  Willem III, stad en provincie, eigen middelen en het houden van een tombola.
Tegen het einde van de Tweede Wereldoorlog, in 1944, werd de synagoge door een geallieerd een bombardement zwaar beschadigd. Een deel van de torarollen en enkele rituele voorwerpen zijn bewaard gebleven. In 1965 werd definitief besloten om de synagoge niet te restaureren; het gebouw werd afgebroken. De joodse gemeenschap werd de facto in 1975 opgeheven. Op de plek waar gebedshuis zich ongeveer bevond ligt sinds 2017 het 'Synagogeplein', ter herinnering aan de Joodse gemeenschap van Venlo zijn daar twee kunstwerken aangebracht. 

## Vermeende mikwe

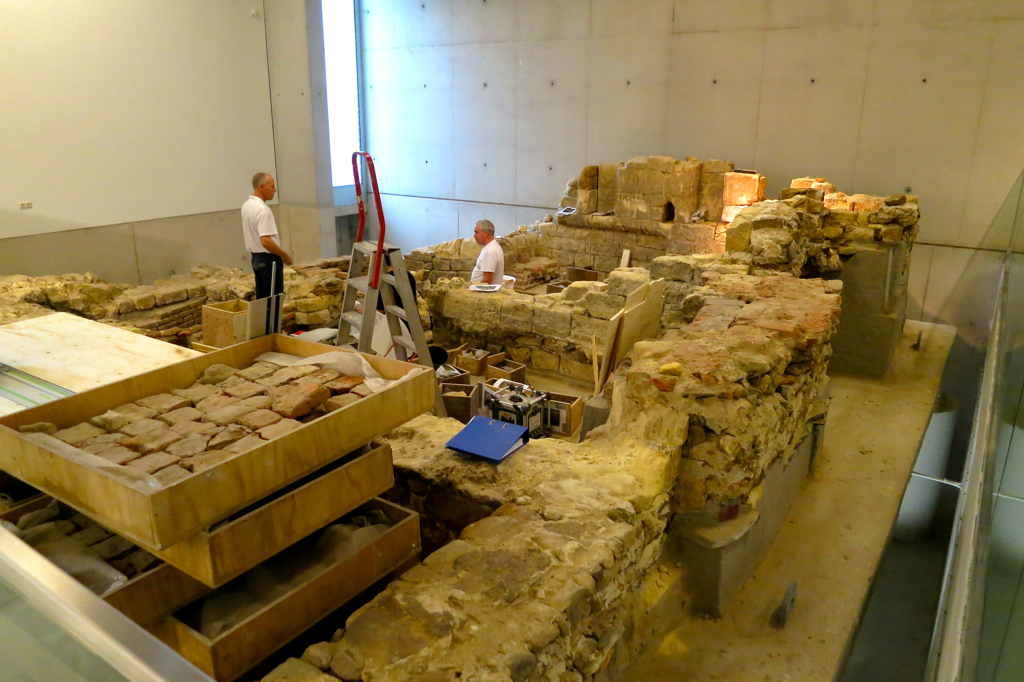
Opbouw van het vermeende mikwe in het Limburgs Museum

In 2004 werd bij graafwerkzaamheden voor de nieuwe Maasboulevard van Venlo een constructie uit het midden van de 13e eeuw aangetroffen. Betrokken archeologen meenden dat het een mikwe (joods ritueelbad) betrof. De stenen constructie werd geborgen en in 2012 in een speciaal ervoor gebouwde ruimte in het Limburgs Museum in Venlo geplaatst. Wetenschappelijke twijfel over de vondst leidde in 2013 tot onderzoek naar de gang van zaken door de gemeentelijke rekenkamer. Tijdens een daaropvolgend in 2014 gehouden symposium bleek de stelling dat een mikwe zou zijn opgegraven onhoudbaar. Een Leidse hoogleraar veronderstelde dat het veeleer de kelder van een middeleeuws tolhuis dat ooit aan de Maas stond zal zijn geweest.

## Tabel van het aantal joden in Venlo
| Jaar | Aantal |
| ---- | ------ |
| 1809 | 18     |
| 1840 | 110    |
| 1869 | 135    |
| 1899 | 102    |
| 1930 | 86     |
| 1951 | 32     |
| 1971 | 32     |